# Dicranopygium aurantiacum
Dicranopygium aurantiacum är en enhjärtbladig växtart som först beskrevs av Richard Evans Schultes, och fick sitt nu gällande namn av Gunnar Wilhelm Harling. Dicranopygium aurantiacum ingår i släktet Dicranopygium och familjen Cyclanthaceae. Inga underarter finns listade.